# Apolephthisa subincana
Apolephthisa subincana is een muggensoort uit de familie van de paddenstoelmuggen (Mycetophilidae). De wetenschappelijke naam van de soort is voor het eerst geldig gepubliceerd in 1837 door Curtis.